# The Missing
The Missing (conocida en España y México como Desapariciones y en Argentina como Las desapariciones) es una película de 2003 dirigida por Ron Howard, basada en la novela The Last Ride, de Thomas Eidson. Se trata de un western thriller situado en 1880 en Nuevo México, protagonizado por Cate Blanchett y Tommy Lee Jones, que le valió el Young Artist Award a Jenna Boyd. Destaca también el uso del idioma apache.

## Argumento
En 1885 en Nuevo México, Samuel Jones (Tommy Lee Jones), después de haber convivido durante muchos años con los apaches, regresa para reconciliarse con su hija Magdalena Maggie Gilkeson (Cate Blanchett), quien vive con sus hijas: Lilly y Dot en una granja trabajando como curandera de la zona.
Maggie no puede perdonar la ausencia de su padre desde su infancia, ya que el abandono familiar provocó que su madre llevará una dura vida que la llevó a una muerte prematura; esto junto a otros recuerdos como la ausencia en la muerte de su hermano pequeño hacen que le exija alejarse de su vida.
Un grupo apache de rastreadores de la Caballería de los Estados Unidos, comandados por un brujo, Pesh-Chidin o El Brujo (Eric Schweig), se rebelan ante el linchamiento de su jefe y desertan matando a su paso a los colonos y secuestrando a sus hijas para ser vendidas en el sur de la frontera estadounidense-mexicana. El capataz Brake Baldwin y el peón de la granja, Emiliano, son asesinados por este grupo de renegados secuestrando también a Lilly, esto obliga a Maggie a pedir la ayuda de su padre para poder recuperarla antes de que atraviesen la frontera mexicana donde la perderán para siempre.
Maggie solicita una ayuda, que es negada, primero por el sheriff Purdy, de la ciudad, y luego al teniente Jim Ducharme (Val Kilmer) comandante del Cuarto Regimiento de Caballería que también se rehúsa a intentar recuperar a las cautivas argumentando que sus recursos están orientados en la reubicación de los nativos americanos en cautividad por lo que no pueden desviarse de la ruta trazada. Así, Jones, Maggie y la hija menor Dot, se encuentran solos en la búsqueda de los secuestradores.
En el camino se encuentran con un chiricahua Kayitah, y su hijo herido, Honesco, a quien también le han secuestrado a su joven prometida. Maggie cura al muchacho herido y deciden que serán los dos padres quienes uniendo sus fuerzas traten de liberar a las mujeres, mientras Maggie, Dot y Honesco se quedaran a la espera. Jones le arranca la promesa a Maggie de que sino regresan al amanecer del día siguiente, no los esperarán y volverán su casa.
Cuando Jones trata de comprar a los secuestradores a su nieta y la chica prometida, este es robado, humillado, golpeado y cegado por un polvo arrojado por el jefe brujo, para acabar por arrojarlo a un barranco y dejarlo morir. Mientras Kayitah, trata de liberar a las cautivas, siendo asesinado frente a los ojos de las mismas.
Jones, animado de forma mística por un halcón, consigue regresar al lugar en donde esperan Maggie y el resto e intenta persuadir a su hija de no intentarlo. No obstante, ambos deciden que no pueden abandonar la empresa -en alusión al trasfondo del abandono familiar- y preparan una treta intentando aprovechar el miedo a los muertos con el cadáver del Kayitah y la hija pequeña, Dot, para rescatar a las cautivas.
La suerte les acompaña y el grupo de apaches ahora es más reducido, ya que algunos han ido a buscar compradores para las chicas apresadas. Tras un largo intercambio de disparos en el que consiguen abatir a varios enemigos, huyen hacia una especie de baluarte natural que Jones conoce en la cima de una montaña y en donde esperan poder pasar la noche y repeler los ataques de los secuestradores.
Durante la vigía en la noche, la relación entre Maggie y su padre se consolida más y tratan temas que anteriormente habían sido tabúes. Más tarde, el Brujo consigue escalar sigilosamente una pared del bastión y atacar al grupo hiriendo a Honesco y atacando a Maggie. Jones sale a su rescate y entabla una lucha a muerte con el Brujo de dudoso desenlace. Maggie, al ver el peligro que corre su padre, hace lo mismo y trata de ayudar a su padre, cuando el brujo quiere matarla, Jones sacrifica su vida para salvarla abalanzándose sobre el enemigo arrastrándolo en su caída por el precipicio de la montaña.
A la mañana siguiente, Maggie llora la muerte de su padre mientras reza por su alma, cubre su cuerpo con unas mantas y lo monta a caballo para iniciar con el regreso a casa junto con sus hijas y el resto de las cautivas.

## Reparto principal
- Tommy Lee Jones: Samuel Jones / Chaa-duu-ba-its-iidan
- Cate Blanchett: Magdalena Maggie Gilkeson
- Evan Rachel Wood: Lilly Gilkeson
- Jenna Boyd: Dot Gilkeson
- Aaron Eckhart: Brake Baldwin
- Sergio Calderón: Emiliano
- Eric Schweig: Pesh-Chidin / El Brujo
- Elisabeth Moss: Anne
- Steve Reevis: Two Stone
- Jay Tavare: Kayitah
- Simon R. Baker: Honesco
- Clint Howard: Sheriff Purdy
- Val Kilmer: Tte. Jim Ducharme
- Deryle J. Lujan: Naazhaao
- David Midthunder: Happy Jim

## Producción
Para hacer posible la obra cinematográfica Tommy Lee Jones y los demás actores nativos americanos pasaron meses conversando con los ancianos tribales apaches de la actualidad, escuchando sobre su cultura y aprendiendo el idioma. Una vez hecho eso se rodó la película en Nuevo México.

## Recepción

### Recaudación
Las expectativas del trabajo de un director como Ron Howard cuando se estrenó la película podrían considerarse como un gran fracaso, ya que no consiguió recaudar ni los 30 millones de dólares de Willow, 15 años antes, y tremendamente lejos de Cocoon, Apolo 13 o A Beautiful Mind, todas ellas éxitos anteriores a The Missing.

### Crítica
Pese a ser nominada a varios premios y diversas categorías (algunos del prestigio del Saturn), la crítica especializada no la subió de un aprobado raspado, comparándola continuamente con el western clásico, o al menos de éxito; aunque valorando la excelente fotografía de Totino, la hábil no obstante dirección de Howard y la excelente actuación de Blanchet.

Parece común la crítica a los argumentos sobre chamanismo en lugar de explotar el hilo del film, la relación entre padre e hija.
Según David Denby de The New Yorker, la película, con un argumento imposible históricamente, puede pasar como una «versión degradada» del gran clásico de John Ford, The Searchers (Más corazón que odio o Centauros del desierto).
Según ABC, lo más destacable del filme es la fotografía, que muestra espléndidos paisajes de Nuevo México; la música, a cargo de James Horner, colaborador habitual de Howard; y las interpretaciones, sobre las que destaca la de su protagonista, Cate Blanchett.

### Premios y nominaciones
Nominada para ocho premios entre los que destacan tres Saturn (al film, mejor actriz para Blanchett y mejor joven actriz para Doyd) y una nominación al Premio Satellite a la mejor película. Ganadora del Premio Jóvenes Artistas de la Young Artist Foundation de Estados Unidos para Jenna Doyd.

## Curiosidades
- Casualmente, el personaje que interpreta Eric Schweig, El Brujo, muere igual que en su película más conocida, El último mohicano, en la que interpreta a Uncass'.